# Saborskói mészárlás
A saborskói mészárlás (horvátul: Pokolj u Saborskom) a likai Saborsko falu 29 horvát lakosának meggyilkolása volt 1991. november 12-én, miután a horvátországi háború idején a falut a Jugoszláv Néphadsereg (Jugoslovenska Narodna Armija – JNA) és a horvátországi szerb offenzíva során elfoglalták. A település eleste a JNA és a horvátországi szerbek arra irányulkó hadműveletének részeként történt, hogy elfoglalják az a horvát kézben lévő beékelődést, amelynek központja a Károlyvárostól délkeletre található Szluin városa volt. Míg a polgári lakosság nagy része a megmaradt horvát csapatokkal együtt elmenekült, a Saborskóban maradottakat összeszedték, és vagy megölték, vagy kiűzték. Az áldozatok holttestét két tömegsírból és több egyéni sírból exhumálták 1995-ben.
Saborsko elfoglalása, polgári lakosságának meggyilkolása és kiűzése szerepelt a volt Jugoszláviával foglalkozó Nemzetközi Törvényszék (ICTY) Milan Babić és Milan Martić, a horvátországi szerbek által kikiáltott SAO Krajina háborús szakadár régió magas rangú tisztviselői elleni vádemelési javaslatban. A háborút követően az ICTY az eseményekben játszott szerepük miatt elítélte Babićot és Martićot. Saborskót ezt követően újjáépítették.

## Előzmények
1990-ben a horvát szocialisták választási vereségét követően az etnikai feszültségek tovább fokozódtak Horvátországban. A Jugoszláv Néphadsereg (Jugoslovenska Narodna Armija – JNA) elkobozta Horvátország területvédelmi fegyvereit (Teritorijalna obrana – TO), hogy minimalizálja a lehetséges ellenállást. 1990. augusztus 17-én a fokozódó feszültség a horvátországi szerbek nyílt lázadásává fajult.A lázadás Dalmácia hátországának Knin körüli, túlnyomórészt szerbek lakta területein, valamint a Lika, Kordun, Banovina régiók és Kelet-Horvátország egyes részein zajlott. 1991 januárjában Szerbia Montenegró, valamint a szerbiai Vajdaság és Koszovó tartományok támogatásával kétszer is sikertelenül próbálkozott, hogy megszerezze a jugoszláv elnökség jóváhagyását a JNA bevetéséhez a horvát biztonsági erők leszerelésére.
A szerb felkelők és a horvát különleges rendőrség között márciusban vívott vértelen összecsapás után maga a JNA, Szerbia és szövetségesei támogatásával, kérte a szövetségi elnökséget, hogy adjon neki háborús jogosítványokat és hirdessen ki rendkívüli állapotot. A kérelmet 1991. március 15-én elutasították, és a JNA Slobodan Milošević szerb elnök irányítása alá került 1991 nyarán, amikor a jugoszláv szövetség szétesésnek indult. A hónap végére a konfliktus eszkalálódott, ami a háború első halálos áldozataihoz vezetett. A JNA ezután közbelépett, hogy támogassa a felkelőket, és megakadályozza a horvát rendőrség beavatkozását. Április elején a horvátországi szerb lázadás vezetői bejelentették, hogy az ellenőrzésük alatt álló területeket integrálják Szerbiával. Horvátország kormánya ezt az elszakadás aktusának tekintette.
1991 márciusára a konfliktus Horvátország függetlenségi háborújává fajult, majd 1991 júniusában, Jugoszlávia felbomlásával Horvátország kikiáltotta függetlenségét. A függetlenségi nyilatkozat három hónapos moratóriumot követően október 8-án lépett hatályba. Mivel a Jugoszláv Néphadsereg egyre inkább támogatta a SAO Krajinát, ezzel a horvát rendőrség nem tudott megbirkózni. Így 1991 májusában megalakult a Horvát Nemzeti Gárda (ZNG). Horvátország haderejének fejlődését hátráltatta az ENSZ szeptemberben bevezetett fegyverembargója, miközben a horvátországi katonai konfliktus tovább eszkalálódott, augusztus 26-án kezdődött a vukovári csata.
A Plitvicei-tavaki incidens utáni napon 1991. április 1-jén, a horvát rendőrség mintegy 30 fős egységet állomásoztatott a faluban. A feszültség júliusban tovább fokozódott. Ebben a hónapban a JNA 1000 kézifegyvert osztott szét a Gorski kotar régióban köztük Plaškiban élő szerbek között. Összecsapások zajlottak Josipdol és Plaški közelében. Június–augusztusban Saborsko a Lička Jesenica-i JNA laktanyában elhelyezett tüzérség és aknavetős egységek célpontjává vált, mire a polgári lakosság nagy része augusztus elejére elmenekült. Körülbelül 400-an azonban még ugyanabban a hónapban visszatértek otthonaikba, miután a horvátok Duga Resaból 20–30 fős különleges rendőri egységet, Szluinból pedig 15–20 normál állományú rendőrt vezényeltek Saborskoba erősítésként. Szeptember 25-én Zágrábból 100–200 tartalékos rendőr is érkezett a faluba. Az utolsó, 20–50 rendőrből álló horvát erősítés októberben érkezett meg. Októberre a horvátok által ellenőrzött terület határa Szluin városa körül, Károlyvárostól délre, Kordun és Lika régiók határán alakult ki, akadályozva a közvetlen kommunikációt a SAO Krajina fennhatósága alá tartozó területek között a két régióban. A beékelődést  a horvát kormány ellenőrzése alatt álló terület nagy részétől nyugatra az SAO Krajina ellenőrzése alatt álló Plaški városa választotta el. Plaški viszont a SAO Krajina központi hatóságai számára volt elérhetetlen, mivel a Plaški felé vezető út Saborsko falun haladt keresztül, amely a szluini beékelődésbe esett.
Október elején a JNA és az SAO Krajina TO közös offenzívát indított, amelynek célja a Szluini zseb peremterületeinek elfoglalása volt. A JNA azt is tervezte, hogy Željava légibázisról 44 teherautónyi fegyvert szállítanak Gorski kotarra, és ott a hadművelet támogatására egy harci dandárt állítanak fel, és kiterjesztik az ellenőrzésüket Gorski kotarra. A légi szállítást azonban törölték, miután a Jugoszláv Légierő megtagadta a parancsok teljesítését. Abban a hónapban a JNA elfoglalta a Saborskótól 25 km-re keletre fekvő Lipovača falut, és átadta a szerb félkatonai egységeknek. A horvát civilek többsége elmenekült, de az ottmaradtak közül legalább hét civilt megöltek, a falut pedig kifosztották és felgyújtották. További három horvát civilt öltek meg a közeli Vukovići faluban. A horvát rendőrség és a ZNG, beleértve a saborskói rendőri erőket is, november 4-8-án sikertelen akciót indított a JNA lička jasenicai támaszpontjának elfoglalására, aminek eredményeként a számos szerb civil életét vesztette. Egy november 7-i támadás során a JNA tisztjei által irányított szerb erők, köztük a 63. ejtőernyős zászlóalj csapatai még tíz horvát civilt öltek meg a Saborsko melletti Poljanak és Vukovići falvakban.

## A falu elfoglalása
November elején a JNA és az SAO Krajina TO fokozta offenzíváját Saborsko és Szluini zseb elfoglalására. Az előrenyomulás fő irányai a Plitvicei-tavaktól északra és északnyugatra húzódtak Szluin, illetve Saborsko felé. Az offenzívára rendelt JNA haderőt a következőképpen szervezték meg: a 2. taktikai csoportot (TG-2) Čedomir Bulat ezredes irányította. A TG-2-t, amelynek zöme egy megerősített gépesített zászlóaljból állt, melyet a 236. gépesített dandár és egy 122 mm-es tarackos zászlóalj, valamint az 5. partizándandár (valamennyi a 13. JNA hadtest alárendeltje volt) támogatta, rajtuk kívül egy rendőri egység és egy Plaškiból összevont SAO Krajina területvédelmi dandár volt hozzárendelve. A Jugoszláv Légierő, valamint tüzérség és tankok támogatásával a támadóerő november 12-én reggel három irányból közelítette meg a falut, miközben a főerő Szluin felé előretörve elérte Rakovicát. Az SAO Krajnai forrásai szerint a légicsapások reggel 9 órakor kezdődtek és tizenöt percig tartottak. Ezt 30 perces tüzérségi bombázás követte, majd a szárazföldi erők parancsot kaptak a támadásra.
Saborsko védelmét először délben törték át, a támadóerő pedig 15:30-kor érte el a falu központját. Az SAO Krajna forrásai szerint az ellenállás gyenge volt, a védekező erő becslések szerint mindössze 150 fegyveres katonából állt. A falut délután 5 órakor foglalták el, és a támadóerőhöz csatolt harckocsik este 6-ra visszavonultak. A támadásban 50 horvát katona esett el, míg a támadó csapatok csak négy sebesültet vesztettek. Közvetlenül a Saborsko ellenőrzéséért folytatott harcok után a falut kifosztották, és sok házat felgyújtottak.
A támadást követően a civil lakosság nagy része, valamint a megmaradt horvát rendőrség és katonaság a rossz időben a hóval borított terepen  Károlyvárosba, Ogulinba, és Bosznia-Hercegovina közeli területére menekült. Körülbelül 30-60 civil, többségében idős ember maradt Saborskóban. A JNA és a SAO Krajina csapatai a hátramaradókat is a falu elhagyására kényszerítették, miközben a civilek közül többeket megöltek vagy bántalmaztak. Közvetlenül Saborsko elfoglalását követően a szerb csapatok 25-32 civilt gyilkoltak meg. Az áldozatok egy részét lelőtték, másokat megvertek, halálra égettek, felakasztottak vagy láncfűrésszel végeztek ki.

## Következmények
Saborsko pusztulása folytatódott, és december közepére a falu mindkét templomát lerombolták. 1995-re az egész falu teljesen elpusztult, kivéve két szerb tulajdonú házat, amelyek súlyosan megsérültek. Elfoglalása után a falu az SAO Krajina hatóságaitól Ravna Gora nevet kapta. A horvát erők ezt követően november 16-án elveszítették a Szluint, majd amikor a TG-2 november 29-én elfoglalta Cetingradot, a zseb többi része feletti ellenőrzést is. A saborskói független egységet, amely sikertelenül védte Saborskót, ezt követően az ogulini zászlóaljhoz csatolták, amelyet más HV egységekkel egyesítve alakították meg a 143. honvédezredet.
A terület Horvátország által 1995-ben, a Vihar hadművelet során történt visszafoglalását követő két hónapban két tömegsírban, amelyek három, illetve tizennégy holttestet tartalmaztak, illetve tíz egyéni sírban összesen 27 áldozat holttestét találták meg. Milan Babić perében, aki annak idején, amikor a saborskói gyilkosságok történtek a SAO Krajina vezetője volt, a volt Jugoszláviával foglalkozó Nemzetközi Büntetőbíróság (ICTY) pontosította, hogy Saborskóban 1991. november 12-én 29 horvát civilt öltek meg.
A szluini zsebben elkövetett gyilkosságok miatt, beleértve a Saborskóban elkövetetteket is, az ICTY eljárást indított. Az ICTY, a nem szerb civilek üldözése, megsemmisítése és meggyilkolása, valamint a polgári lakosság szándékos kitoloncolása és erőszakos átszállítása, kifosztása és javainak megsemmisítése miatt vádat emelt Babić és Milan Martić, a SAO Krajina volt védelmi és belügyminisztere ellen. Babićot 2003–2005-ben az ICTY bírósága elé állították, és 13 év börtönbüntetésre ítélték. Martićot a 2002–2008-ban lezajlott perben 35 év börtönbüntetésre ítélték. A SAO Krajina ellenőrzése alatt álló területeken történt gyilkosságokban való részvételt a törvényszék a SAO Krajina nem szerbek elleni etnikai tisztogatásának részeként értelmezte.
Saborskót a háború után újjáépítették, összesen 400 házat építettek, de a faluba visszatérő menekültek, mivel nem volt munkalehetőség, többnyire idősek voltak. A saborskói tömegsírokat az áldozatok emlékművei jelölik. Az 1991-ben megölt horvát rendőrök és katonák emlékére 2009-ben három különböző emléktáblát helyeztek el a faluban, de közülük kettőt 2010. november 11-én elloptak. A hiányzó emléktáblákat 2011 novemberében pótolták.

## Fordítás
Ez a szócikk részben vagy egészben  a   Saborsko massacre című angol Wikipédia-szócikk ezen változatának fordításán alapul.  Az eredeti cikk szerkesztőit annak laptörténete sorolja fel. Ez a jelzés csupán a megfogalmazás eredetét és a szerzői jogokat jelzi, nem szolgál a cikkben szereplő információk forrásmegjelöléseként.